# Hubert Balança
Pour les articles homonymes, voir Balança.
Hubert Balança, né le 27 octobre 1910 à Boulogne-Billancourt et mort le 14 avril 1976 à Suresnes, est un homme politique français.

## Détail des fonctions et des mandats
Mandat parlementaire
- 8 mai 1967 - 30 mai 1968 : Député de la 10e circonscription des Hauts-de-Seine